# Последний фургон
«Последний фургон» (англ. The Last Wagon) — американский вестерн 1956 года, снятый в цветной технике CinemaScope с Ричардом Уидмарком в главной роли. Режиссером фильма и соавтором сценария стал Делмер Дэйвс (также над сценарием работали Джеймс Эдвард Грант и Гвен Баньи). Действие фильма происходит во время войн с американскими индейцами: выжившие после резни индейцев должны положиться на человека, разыскиваемого за несколько убийств, который выведет их из опасного положения.

## Сюжет
Шериф Булл Харпер (Джордж Мэтьюз) захватил в плен «Команча» Тодда (Ричард Уидмарк), белого мужчину, который прожил большую часть своей жизни среди индейцев команчей, и везет его на суд за убийство трёх своих братьев. Эта пара присоединяется к каравану фургонов, возглавляемому полковником Норманом (Дуглас Кеннеди). Однако жестокое обращение Харпера с Тоддом вызывает трения с некоторыми членами каравана.
Младший брат девушки Дженни (Фелиция Фарр) Билли (Томми Реттиг) заинтригован Тоддом, который ценит добросердечное внимание мальчика. Когда шериф избивает парня за то, что тот дал Тодду покурить трубку, Тодд, воспользовавшись тем, что шерифа отвлекли, убивает своего мучителя оброненным топором. В ночь, когда шестеро молодых людей тайком отправились на ночное купание, апачи убивают всех остальных, за исключением Тодда, который чудом выживает, когда фургон, к которому он был прикован наручниками, падает со скалы. Дженни и Билли спасают его с выступа скалы, спускаясь вниз по верёвке.
Неподалёку собираются апачи, чтобы отомстить белым за убийство более сотни их женщин и детей. Благодарный за спасение, Тодд решает отвести выживших в безопасное место, несмотря на недоверие и ненависть некоторых из них. По пути он и Дженни влюбляются друг в друга. Дженни рассказывает ему о предложении руки и сердца, которое она приняла, потому что родители её с Билли родители умерли. Тодд рассказывает Дженни, что его воспитывали индейцы. Его отец был странствующим проповедником, и они с Тоддом путешествовали вместе. Когда ему было восемь, его отец умер вдали от города. Тодд оставался у тела своего отца три дня и был близок к смерти, когда на них наткнулись команчи. Они спасли Тодда, он был усыновлен и воспитывался как один из них. Группе спасшихся удалось благополучно путешествовать в течение пяти дней, избегая большого военного отряда апачей, находившегося поблизости.
Затем Тодд замечает, что появился небольшой отряд американской кавалерии, и индейцы сворачивают лагерь, прячась. Тодд спасает всех от засады, но военные его узнают и отдают под суд. Он рассказывает, что Харперы убили его жену-индианку и двух маленьких сыновей после того, как напали на его ферму. Услышав от Дженни и других о том, как Тодд спас их всех, генерал Говард сжалился над ним и передал его под постоянную «опеку» Дженни и Билли.

## В ролях
- Ричард Уидмарк — Тодд
- Фелиция Фарр — Дженни
- Сьюзан Конер — Джоли Норманд
- Томми Реттиг — Билли
- Стефани Гриффин — Валинда Норманд
- Рэй Стриклин — Клинт
- Ник Адамс — Ридж
- Карл Бентон Рид — генерал Ховард
- Дуглас Кеннеди — полковник Норманд
- Джордж Мэтьюз — шериф Булл Харпер
- Джеймс Друри — лейтенант Келли
- Кен Кларк — сержант

## Производство
Фильм был снят в цветных технологиях DeLuxe Color и CinemaScope на натуре в Седоне, штат Аризона, в устье каньона Ок-Крик и в основном вдоль дороги Шнебли-Хилл-роуд. Режиссер Делмер Дэйвс рассказал, как трудно было найти нетронутое место для съёмок фильма, поскольку его предыдущий вестерн «Сломанная стрела» (1950) уже популяризировал этот регион.
В фильме есть некоторые несостыковки. В последней трети фильма волосы Томми Реттига превращаются из длинных и светлых с чёлкой на тёмные, короткие сзади и по бокам и зачёсанные назад, а затем возвращаются к прежнему состоянию дважды в одной и той же сцене.
Реттиг раньше уже играл сына Ричарда Уидмарка в фильме-нуар 1950 года «Паника на улицах» и в фильме 1955 года «Паутина».

## Критика
Босли Краузер из The New York Times раскритиковал фильм, назвав его «заурядным и неинтересным путешествием по плато западных клише», но похвалил Джорджа Мэтьюза за то, как он сыграл шерифа: «Это единственный персонаж в фильме, достойный внимания».